# Marty Feldman
Martin Alan "Marty" Feldman, född 8 juli 1934 i London, död 2 december 1982 i Mexico City, var en brittisk skådespelare, komiker, manusförfattare och regissör. Han led av exoftalmus, vilket gav honom hans karaktäristiska utstående ögon. Feldman medverkade i flera brittiska komediserier på TV, däribland At Last the 1948 Show och Marty. Han filmdebuterade i  Bomben (1969), och medverkade sedan bland annat i Het på gröten (1970), Det våras för Frankenstein (1974), Det våras för stumfilmen (1976) och Glöm inte kamelerna (1977).

## Biografi
Feldman föddes och växte upp i Londons East End som son till judiska immigranter från Kiev i Ukraina.
Han slog igenom i slutet av 1960-talet med TV-serien Marty, men innan dess medverkade han 1967 i TV-serien At Last the 1948 Show, där även några framtida Monty Python-medlemmar var med. Han var känd för sitt arbete med Mel Brooks på 1970-talet och han skrev ett antal manus och regisserade två långfilmer; Glöm inte kamelerna (1977) och Vi litar på Gud (1980). Han var vegetarian.
Han led av endokrin oftalmopati som gav honom hans karaktäriska utseende.
Under inspelningen av Kapten Gulskägg drabbades han av matförgiftning. I kombination med att han varit en storrökare större delen av sitt liv, upp till 5 paket om dagen, gjorde detta att han drabbades av en hjärtinfarkt och dog i sömnen på ett hotellrum i Mexico City.

## Filmografi i urval
- 1967 – At Last the 1948 Show (TV-serie)
- 1968–1969 – Marty (TV-serie)
- 1969 – Bomben
- 1970 – Het på gröten
- 1974 – Det våras för Frankenstein
- 1975 – Sherlock Holmes' smarta brorsa
- 1976 – Det våras för stumfilmen
- 1977 – Glöm inte kamelerna (även manus och regi)
- 1980 – Vi litar på Gud (även manus och regi)
- 1982 – Slapstick (Of Another Kind)
- 1982 – Monty Python i Hollywood (endast manus)
- 1983 – Kapten Gulskägg